# Liste des dirigeants actuels des gouvernorats jordaniens
 (août 2023).
Cette page dresse la liste des dirigeants des 12 gouvernorats de la Jordanie.

## Gouverneurs
| Gouvernorat | Nom                   | Depuis (le) |
| ----------- | --------------------- | ----------- |
| Ajlun       | Ali Azzam             | 11/01/2023  |
| Amman       | Samir Moubaïdhine     | ...         |
| Aqaba       | Zaïd Zuraïkat         | ...         |
| Balqa       | Fawaz Ircheidat       | ...         |
| Irbid       | Sa’d al Shehab        | .../2016    |
| Jerash      | Ali Nazzal            | 2010/2013   |
| Karak       | Ali Al Shar'a         | 2009/2010   |
| Maʿan       | Abdul Kareem Rawajfeh | 2007/2013   |
| Madaba      | Farouq Al Qadi        | 2011/2012   |
| Mafraq      | Abdullah Al-Sa’aidah  | 2011/2014   |
| Tafilah     | ...                   | ...         |
| Zarqa       | Hamid Alcheïab        | ...         |